# North American Electric Reliability Corporation
Die North American Electric Reliability Corporation (NERC) ist eine nordamerikanische Non-Profit-Organisation mit Sitz in Princeton im US-Bundesstaat New Jersey, welche für die Koordinierung der elektrischen Stromnetze
im nordamerikanischen Raum zuständig ist. Sie wurde am 1. Januar 2007 als Nachfolgeorganisation des 1968 gegründeten North American Electric Reliability Council, auch unter der Abkürzung NERC bekannt, gegründet.
Zweck ist die betreiberübergreifende Sicherstellung der elektrischen Energieversorgung. Sie ist für die Koordinierung des überregionalen Stromhandels und für die technischen Spezifikationen für den Energieaustausch zwischen unterschiedlichen nordamerikanischen Netzbetreibern zuständig. Der räumliche Koordinationsbereich umfasst mehrere Verbundnetze in den Vereinigten Staaten, in Kanada und im Norden von Baja California in Mexiko. Die NERC ist in ihrer Funktion vergleichbar mit der Union for the Co-ordination of Transmission of Electricity (UTCE) in Europa, nunmehr ENTSO-E.

## Netzbereiche

Elektrische Verbundnetze in Nordamerika

Die überregionalen Stromnetze in Nordamerika sind durch mehrere größere, zueinander asynchrone Verbundnetze gekennzeichnet, im Englischen sind diese Bereiche als Interconnection bezeichnet. Innerhalb einer Interconnection arbeiten im Regelfall mehrere Energieversorgungsunternehmen. Asynchron bedeutet in diesem Zusammenhang, dass die Netzfrequenz mit 60 Hz nominal im gesamten nordamerikanischen Raum zwar gleich ist, aber die einzelnen mit Dreiphasenwechselstrom betriebenen Netze aufgrund von regeltechnischen Abweichungen nicht direkt zusammengeschaltet werden können.
Innerhalb der einzelnen Verbundnetze kann der elektrische Energieaustausch zwischen einzelnen Anbietern und Verbrauchern technisch verhältnismäßig einfach, beispielsweise mittels Freileitungen in Form von Hochspannungsnetzen, erfolgen. Zwischen unterschiedlichen Stromnetzen ist der Austausch hingegen nur eingeschränkt und technisch aufwändig, beispielsweise mittels Hochspannungs-Gleichstrom-Übertragung (HGÜ), möglich. 
Die fünf größten elektrischen Interconnections im Aufgabenbereich der NERC im nordamerikanischen Raum sind:
- Die beiden großen Verbundnetze
  - Eastern-Interconnection (in der Grafik mehrfarbig)
    - Florida Reliability Coordinating Council (FRCC)
    - Midwest Reliability Organization (MRO)
    - ReliabilityFirst Corporation (RFC)
    - SERC Reliability Corporation (SERC)
    - Southwest Power Pool, RE (SPP)

  - Western Interconnection
    - Western Electricity Coordinating Council (WECC)
- Die drei kleineren Verbundnetze
  - Québec-Interconnection
    - Northeast Power Coordinating Council (NPCC)

  - Texas Interconnection
    - Texas Reliability Entity (TRE)

  - Alaska-Interconnection 
    - Alaskan Systems Coordination Council (ASCC), angegliedertes Unternehmen

Die beiden Netze der Alaska-Interconnection besitzen als Besonderheit keinerlei elektrische Verbindung zu benachbarten Verbundnetzen und sind so genannte Inselnetze.